# Chef's Table
Chef's Table est une émission de télévision culinaire américaine créée par David Gelb et diffusée depuis le 26 avril 2015 sur Netflix.

## Synopsis
Chaque épisode de la série présente un chef cuisinier de renommée mondiale.

## Épisodes

### Première saison (2015)
La première saison comprend six épisodes :
1. Massimo Bottura (Osteria Francescana, à Modène, en Italie) ;
2. Dan Barber (Blue Hill at Stone Barns, à New York, aux États-Unis) ;
3. Francis Mallmann (Patagonia Sur, à Buenos Aires, en Argentine) ;
4. Niki Nakayama (n/naka, à Los Angeles, aux États-Unis) ;
5. Ben Shewry (Attica, à Melbourne, en Australie) ;
6. Magnus Nilsson (Fäviken, à Järpen, en Suède).

### Deuxième saison (2016)
La deuxième saison comprend six épisodes :
1. Grant Achatz (en) (Restaurant Alinea (en) à Chicago, États-Unis) ;
2. Alex Atala (D.O.M., à São Paulo, Brésil) ;
3. Dominique Crenn (Atelier Crenn, à San Francisco, États-Unis) ;
4. Enrique Olvera (Pujol, à Mexico, Mexique) ;
5. Ana Roš (Hiša Franko, à Kobarid, en Slovénie) ;
6. Gaggan Anand (Gaggan, à Bangkok, en Thaïlande).

### Troisième saison (2017)
La troisième saison comprend six épisodes :
1. Jeong Kwan (à Baegyangsa, en Corée du Sud) ;
2. Vladimir Mukhin, au White Rabbit (Moscou, Russie) ;
3. Nancy Silverton, au Mozza (Los Angeles, États-Unis) ;
4. Ivan Orkin, à Ivan Ramen (New York, États-Unis) ;
5. Tim Raue (Berlin, Allemagne) ;
6. Virgilio Martínez, au Central (Lima, Pérou).

### Quatrième saison (2018)
La quatrième saison est consacrée à des chefs pâtissiers :
1. Christina Tosi, au Milk Bar (New York, États-Unis) ;
2. Corrado Assenza, au Caffè Sicilia (Noto, Italie) ;
3. Jordi Roca, El Celler de Can Roca (Gérone, Espagne) ;
4. Will Goldfarb, Room 4 Dessert (Ubud, Indonésie).

### Cinquième saison (2018)
La cinquième saison comporte quatre épisodes :
1. Cristina Martinez, South Philly Barbacoa (Philadelphie, États-Unis) ;
2. Musa Dağdeviren, Çiya (Istanbul, Turquie) ;
3. Bo Songvisava, Bo.Lan (Bangkok, Thaïlande) ;
4. Albert Adrià, Tickets (Barcelone, Espagne).

### Sixième saison (2019)
La sixième saison comporte quatre épisodes :
1. Mashama Bailey, The Grey (Savannah, Géorgie, États-Unis) ;
2. Dario Cecchini, Solociccia (Panzano, Toscane, Italie) ;
3. Asma Khan, Darjeeling Express (Londres, Royaume-Uni) ;
4. Sean Brock, Husk (Charleston, Caroline du Sud, États-Unis).

## Série dérivée
Une série dérivée intitulée Chef's Table: France a été diffusée en septembre 2016. Elle met en scène quatre chefs français :
1. Alain Passard, à L'Arpège (Paris, France) ;
2. Alexandre Couillon, à La Marine (Noirmoutier-en-l'Île, France) ;
3. Adeline Grattard, à Yam’Tcha (Paris, France) ;
4. Michel Troisgros, à La Maison Troisgros (Roanne, France).